# Efecte fotoelèctric

El diagrama mostra l'emissió d'electrons d'una placa metàl·lica, els fotons incidents provoquen l'ejecció d'electrons del metall

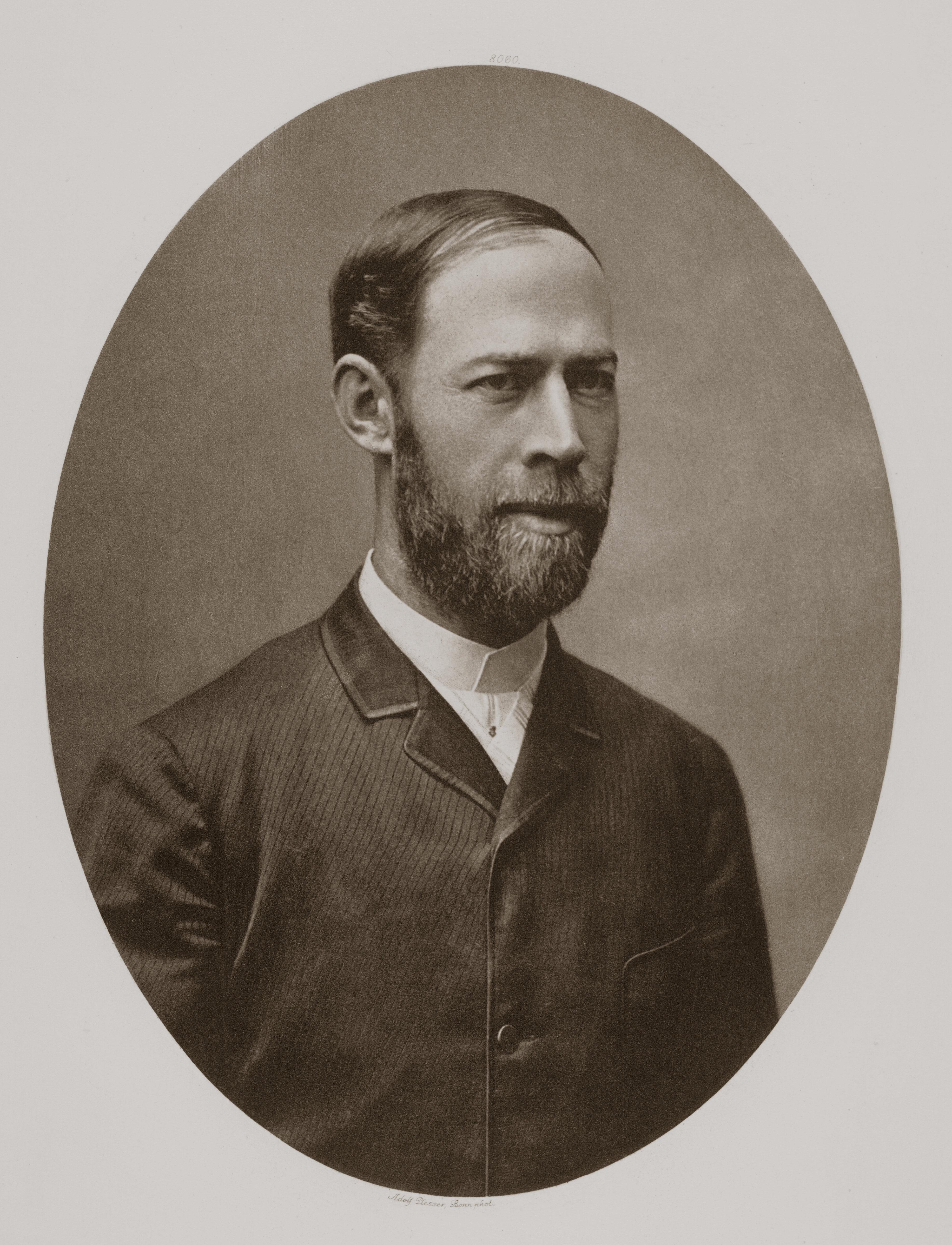
Heinrich Hertz, pels volts de l'any 1890, descobridor de l'efecte fotoelèctric.

L'efecte fotoelèctric és la capacitat de la llum per a alliberar electrons d'una superfície metàl·lica exposada a la llum o, en general, a una radiació electromagnètica i de la qual absorbeix fotons. Aquests electrons deixen el metall a una velocitat que no depèn de la intensitat de la llum, sinó de la longitud d'ona.
L'efecte fotoelèctric és un cas particular d'un de més general: la interacció de la radiació electromagnètica amb les partícules amb càrrega elèctrica. Una altra manifestació d'aquesta interacció és la radiació del cos negre. L'explicació de l'efecte fotoelèctric estaria lligada, com veurem més endavant, a la de la radiació del cos negre.
Fins a 1899, les dades obtingudes sobre la radiació del cos negre experimentalment estaven d'acord amb la llei de Wien, proposada tres anys abans. Però, a la tardor de 1900, els experiments realitzats per Heinrich Rubens i Ferdinand Kurlbaum a Berlín amb longituds d'ona més llargues feren evident que la concordança no era real, la qual cosa confirmava les sospites d'Otto Lummer, Ernst Pringsheim, i d'altres.
Pocs dies després, Max Planck va trobar una nova fórmula que explicava totes les observacions. En la sessió del 19 d'octubre, exposà la nova llei de Planck davant la Societat Alemanya de Física. Només algunes setmanes després, el 14 de desembre de 1900 llegia, en el mateix lloc, la seva memòria: "Sobre la teoria de la llei de la distribució de l'energia en l'espectre normal", en què oferia una justificació teòrica de la seva llei. Max Planck, basant-se en les observacions esmentades, arribà a la conclusió que un cos calent emet llum d'una determinada freqüència (o color) en porcions indivisibles que va anomenar quàntums. Per fer això, Planck introduí la constant h en les seves equacions, cèlebres perquè descrivien la radiació del cos negre de manera correcta, la qual cosa no s'havia pogut explicar partint de la hipòtesi clàssica, segons la qual la llum era una ona. Per arribar a les seves conclusions, Planck ideà un model segons el qual un cos que emetia o absorbia radiació s'assimilava a un conjunt de partícules carregades elèctricament en oscil·lació permanent que, en definitiva, causaven l'emissió i absorció de les radiacions electromagnètiques. El tractament d'aquests oscil·ladors, segons la física clàssica, no portava a la llei de Planck, per la qual cosa cercà alternatives que obtinguessin l'explicació cercada a qualsevol preu. Fou així com Planck, "en un acte de desesperació", decidí aplicar els mètodes estadístics de Boltzmann. Si bé no ho feu de bon grat, ja que implicaven que les lleis de la termodinàmica tenien caràcter probabilístic, en contra de la seva adhesió al caràcter absolut de les lleis de la física. Per afegitó, els oscil·ladors planckians de freqüència {\displaystyle \nu } no podien absorbir o emetre qualsevol quantitat d'energia, com es podria esperar seguint els dictats de la mecànica clàssica, sinó només quantitats múltiples d'una unitat elemental, com ja s'ha esmentat:
{\displaystyle E=h\nu }
L'any 1905, Albert Einstein postulà el comportament corpuscular de la llum, en un famós article titulat: "Sobre un punt de vista heurístic referent a l'emissió i transformació de la llum", que incloïa tres aplicacions, una de les quals era l'efecte fotoelèctric. Experiments posteriors van confirmar l'explicació einsteniana de l'efecte fotoelèctric, per la qual cosa li va ser concedit el premi Nobel de física l'any 1921, "pels seus serveis a la física teòrica i, especialment, pel seu descobriment de la llei de l'efecte fotoelèctric".
El raonament d'Einstein era el següent: en primer lloc calculà la variació de l'entropia d'un gas ideal com a conseqüència d'una transformació reversible del seu volum, a temperatura constant. Després repetí el càlcul, però per radiació, en lloc del gas, i suposant vàlida la ja esmentada llei de Wien. Tot això permeté a Einstein arribar a la conclusió que la radiació es comporta com si estigués constituïda per quàntums d'energia independents els uns dels altres, de magnitud {\displaystyle h\nu }.

## Introducció

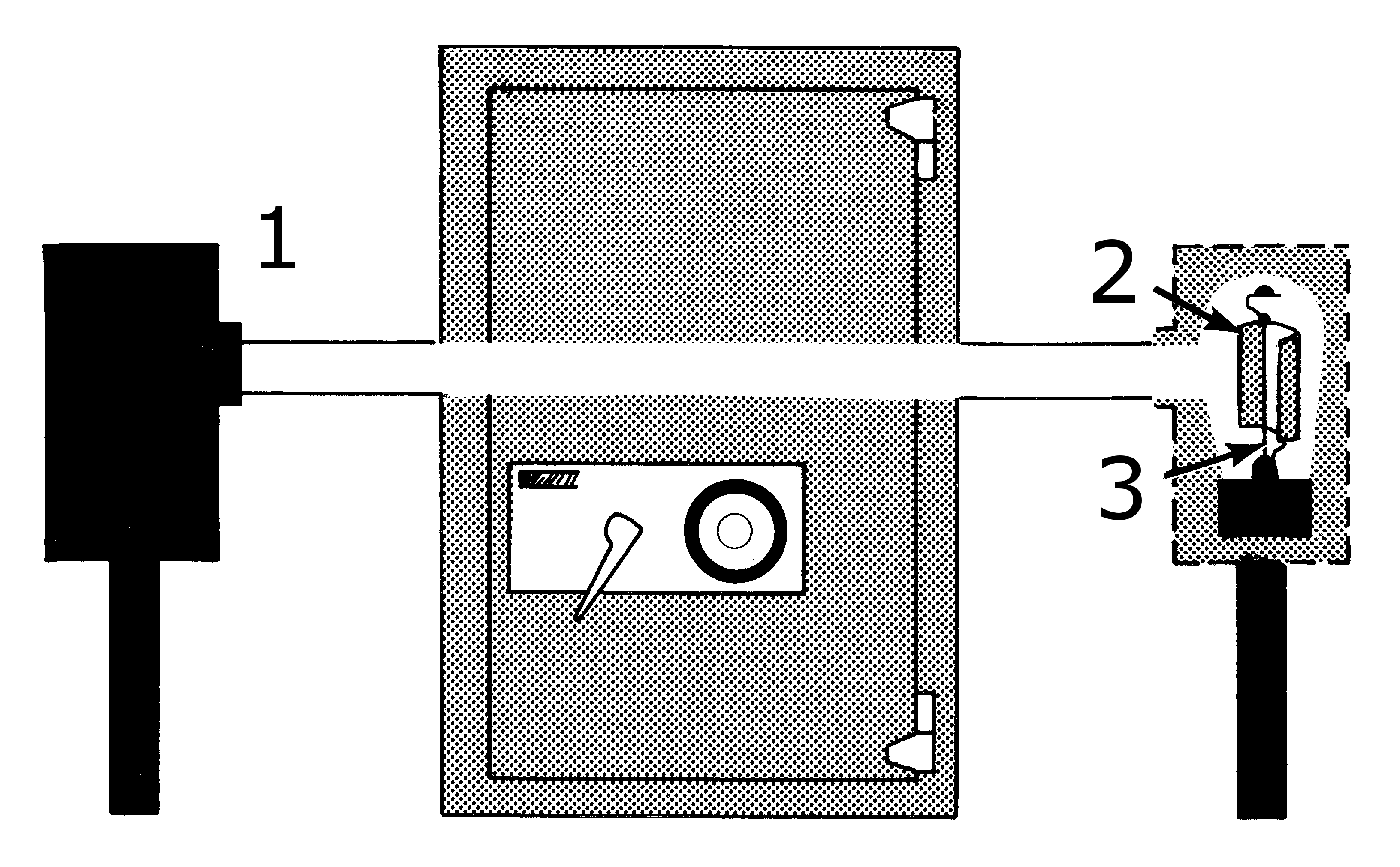
Cèl·lula fotoelèctrica on "1" és la font lumínica, "2" és el càtode i "3", l'ànode.

Els fotons tenen una energia característica determinada per la freqüència de la llum. Un electró lligat a un àtom pot absorbir energia d'un fotó incident i, després de l'absorció, pot tindre més energia cinètica que la mínima necessària per escapar el material que conté eixe àtom. Si la seva velocitat està dirigida cap a la superfície del material, l'electró escapa del material. Si l'energia del fotó és insuficient, l'electró romandrà al material. Els canvis en la intensitat de la llum no modifiquen l'energia dels seus fotons, tan sols la quantitat d'aquestos. Per tant, el nombre d'electrons que poden escapar de la superfície sobre la qual incideix (per unitat de temps) dependrà de la intensitat de la llum incident. No obstant, l'energia dels electrons emesos no depèn de la intensitat de la radiació que arriba. Sols depèn de la freqüència de la llum (i l'angle d'escapament respecte la normal de la superfície). L'energia cinética excedent respecte la necessària per a escapar determina a quina velocitat es mou l'electró al escapar.
En principi, tots els electrons són susceptibles de ser emesos per efecte fotoelèctric. En realitat, els que més surten són els que necessiten menys energia per ser expulsats i, d'entre ells, els més nombrosos.
En un aïllant (dielèctric), els electrons més energètics es troben en la banda de valència. En un metall, els electrons més energètics estan en la banda de conducció. En un semiconductor de tipus N, són els electrons de la banda de conducció els que són més energètics. En un semiconductor de tipus P també, però n'hi ha molt pocs en la banda de conducció. Així que en aquest tipus de semiconductor hem de tenir en compte els electrons de la banda de valència.
A temperatura ambient, els electrons més energètics es troben prop del nivell de Fermi (excepte en els semiconductors intrínsecs, en els quals no hi ha electrons prop del nivell de Fermi). L'energia que s'ha de donar a un electró per portar-lo des del nivell de Fermi fins a l'exterior del material s'anomena funció de treball, i la freqüència mínima necessària de radiació incident per treure un electró del metall rep el nom de freqüència llindar. El valor d'aquesta energia és molt variable i depèn del material, de l'estat cristal·lí i, sobre tot, de les últimes capes atòmiques que recobreixen la superfície del material. Els metalls alcalins (liti, sodi, cesi, etc.), presenten les funcions de treball més baixes. Encara és necessari que les superfícies estiguin netes a nivell atòmic. Una de les majors dificultats en els experiments de Millikan era que havia de fabricar les superfícies de metall buit.

## Explicació
Els fotons dels raigs de llum tenen una energia característica determinada per la freqüència de la llum. En el procés de fotoemissió, si un electró absorbeix l'energia d'un fotó i aquest últim té més energia que la funció de treball, l'electró és arrencat del material. Si l'energia del fotó és massa baixa, l'electró no poden escapar de la superfície del material.
Augmentar la intensitat no canvia l'energia dels fotons constituents, només canvia el nombre de fotons. En conseqüència, l'energia dels electrons emesos no depenen de la intensitat de la llum, sinó de l'energia dels fotons.
Els electrons poden absorbir energia dels fotons quan son irradiats, però seguin un principi de “tot o res”. Tota l'energia d'un fotó deu ser absorbida i utilitzada per alliberar un electró d'un enllaç, o si no l'energia és emesa de nou. Si l'energia del fotó és absorbida, una part allibera l'electró de l'àtom i la resta contribueix a l'energia cinètica de l'electró com una partícula lliure.
Einstein no proposava estudiar les causes de l'efecte en què els electrons de certs metalls, degut a una radiació lluminosa, podien abandonar el metall amb energia cinètica. Intentava explicar el comportament de la radiació, que obeïa a la intensitat de la radiació incident, proporcional a la quantitat d'electrons que abandonava el metall, i a la freqüència de la mateixa, que era proporcional a l'energia que impulsava aquestes partícules.

### Lleis de l'emissió fotoelèctrica
1. Per a un metall i una freqüència de radiació incident donats, la quantitat de fotoelectrons emesos és directament proporcional a la intensitat de la llum incident.
2. Per cada metall donat, existeix una certa freqüència mínima de la radiació incident sota la qual cap fotoelectró pot ser emès. Aquesta freqüència s'anomena freqüència de tall, també coneguda com a "freqüència llindar".
3. Per sobre de la freqüència de tall, l'energia cinètica màxima del fotoelectró emès és independent de la intensitat de la llum incident, però depèn de la freqüència de la llum incident.
4. L'emissió del fotoelectró es realitza instantàniament, independentment de la intensitat de la llum incident. Aquest fet es contraposa a la teoria clàssica: la física clàssica esperaria que existís un cert retard entre l'absorció de l'energia i l'emissió de l'electró, inferior a un nanosegon.[2]

## Història

### Heinrich Hertz
Les primeres observacions de l'efecte fotoelèctric van ser dutes a terme per Heinrick Hertz, en 1887, en els seus experiments sobre la producció i recepció d'ones electromagnètiques.
El seu receptor consistia en una bombina en què es podia produir una espurna, Hertz va tancar el seu receptor en una caixa negra. No obstant, la longitud màxima de l'espurna es reduïa en aquest cas comparat amb les observacions d'espurnes anteriors. En efecte l'absorció de llum ultraviolada facilitava el salt dels electrons i la intensitat de l'espurna elèctrica produïda en el receptor. Hertz va publicar un article amb els seus resultats sense intentar explicar el fenomen observat.

### Joseph John Thomson
El 1897, el físic britànic Joseph John Thomson investigava els raigs catòdics. Influenciat pels treballs de James Clerk Maxwell, Thomson va deduir que els raigs catòdics consistien en un flux de partícules carregades negativament a les que va anomenar corpuscles i ara coneixem com electrons.
Thomson utilitzava una placa metàl·lica tancada en un tub com càtode exposant aquests llum de diferents longituds de l'ona. Thomson pensava que el camp electromagnètic de freqüència variable produïa ressonàncies com en el camp elèctric atòmic i que si aquestes arribaven a una amplitud suficient podia produir-se l'emissió d'un “corpuscle” subatòmic de càrrega elèctrica i, per tant, el pas del corrent elèctric.
La intensitat d'aquest corrent elèctric variava amb la intensitat de la llum. Increments majors de la intensitat de la llum produïen increments majors de corrent. La radiació de major freqüència produïa l'emissió de partícules amb major energia cinètica.

### Philipp Lenard
En 1902 Philipp Lenard va realitzar observacions de l'efecte fotoelèctric en les que es posava de manifest la variació d'energia dels electrons amb la freqüència de la llum incident.
L'energia cinètica dels electrons podia mesurar-se a partir de la diferència de potencial necessària per frenar-los en un tub de raigs catòdics. La radiació ultraviolada requeria, per exemple, potencials de frenat majors que la radiació de major longitud d'ona. Els experiments de Lenard tiraven les dades únicament qualitatius donades les dificultats de l'equip instrumental amb el qual treballa.

### Einstein
En 1905, el mateix any que va formular la teoria de la relativitat especial, Albert Einstein va proposar una descripció matemàtica d'aquest fenomen que semblava funcionar correctament i en la que l'emissió d'electrons era produïda per la absorció de quantums de llum que més tard serien anomenats fotons. En un articles titular “Un punt de vista heurístic sobre la producció i transformació de la llum” va mostrar com la idea de partícules discretes de llum podia explicar l'efecte fotoelèctric i la presencia d'una freqüència característica per cada material per sota de la qual no es produïa cap efecte. Per aquesta explicació del efecte fotoelèctric, Einstein va rebre el Premi Nobel de Física en 1921.
Segons les investigacions d'Einstein, l'energia amb què els electrons escapaven del càtode il·luminat augmentava linealment amb la freqüència de la llum incident, sent independent de la intensitat de il·luminació. Sorprenentment aquest aspecte no s'havia observat en experiències anteriors sobre l'efecte fotoelèctric. La demostració experimental d'aquest aspecte la va portar a terme el 1915 el físic nord-americà Robert Andrews Millikan.

### Dualitat ona-corpuscle
L'efecte fotoelèctric va ser un dels primers efectes físics que va posar de manifest la dualitat ona-corpuscle característica de la mecànica quàntica. La llum es comporta com una ona que pot produir interferència i difracció, com en el experiment de la doble escletxa de Thomas Young, però intercanvia energia de forma discreta en paquets d'energia, fotons, energia de la qual depèn la freqüència de la radiació electromagnètica. Les idees clàssiques sobre l'absorció de radiació electromagnètica per un electró suggerien que l'energia és absorbida de manera contínua. Aquest tipus d'explicacions es trobaven en llibres clàssics com el llibre de Millikan sobre els electrons o l'escrit per Compton i Allison sobre la teoria i experimentació de raigs X. Aquestes idees van ser ràpidament reemplaçades després de l'explicació quàntica de l'efecte fotoelèctric per part d'Albert Einstein.

## Efecte fotoelèctric actualitzat
L'efecte fotoelèctric és la base de la producció d’energia solar fotovoltaica. Aquest principi s'utilitza també per a la fabricació de cèl·lules utilitzades en els detectors de flama de les calderes de les grans centrals termoelèctriques, així com pels sensors usats en les càmeres digitals. També s'utilitza en díodes fotosensibles tals com els que hi ha en les cèl·lules fotovoltaiques i en electroscopis o electròmetres. En l'actualitat els materials fotosensibles més utilitzats són, a part dels derivats del coure, el silici, que produeix corrents elèctrics més grans.
L'efecte fotoelèctric també es manifesta en cossos exposats a la llum solar de forma prolongada. Per exemple, les partícules de pols de la superfície de la Lluna adquireixen càrrega positiva degut a l'impacte dels fotons. Les partícules carregades es repel·leixen mútuament elevant-se de la superfície i formant una tènue atmosfera. Els satèl·lits espacials també adquireixen càrrega elèctrica positiva en les seves superfícies il·luminades i negativa en les regions fosques, i per això cal tenir en compte aquests efectes d'acumulació de carga en el seu disseny.